# Saissac

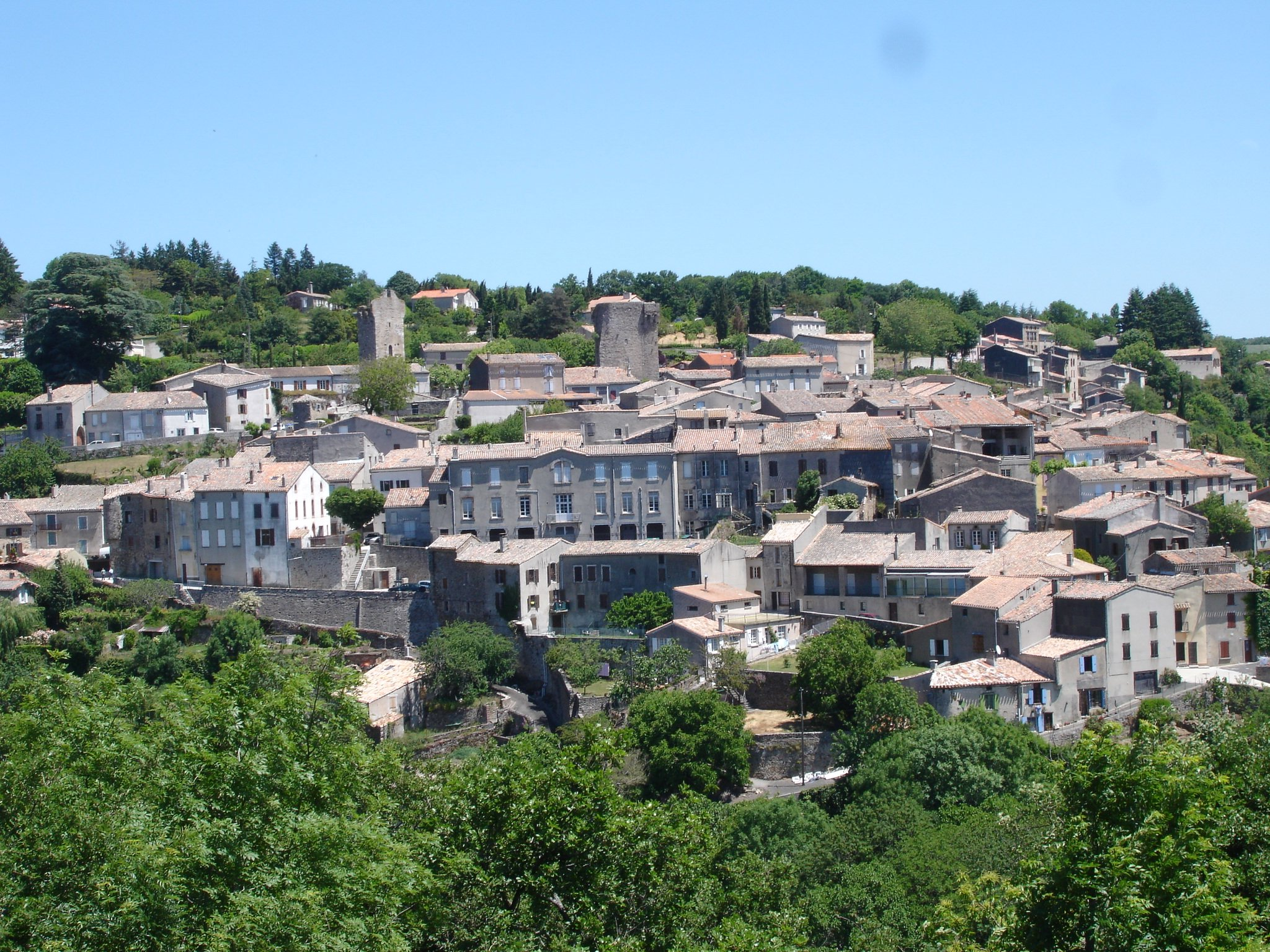
Village de Saissac

Saissac (tiếng Occitan: Saissac) là một xã của Pháp, nằm ở tỉnh Aude trong vùng Occitanie. Người dân địa phương trong tiếng Pháp gọi là Saissagais.

## Hành chính
| Danh sách các xã trưởng                |           |             |      |                       |
| Giai đoạn                              | Giai đoạn | Tên         | Đảng | Tư cách               |
| tháng 3 năm 2001                       |           | Paul Durand | PS   | Tổng ủy viên hội đồng |
| Tất cả các dữ liệu trước đây không rõ. |           |             |      |                       |

## Thông tin nhân khẩu

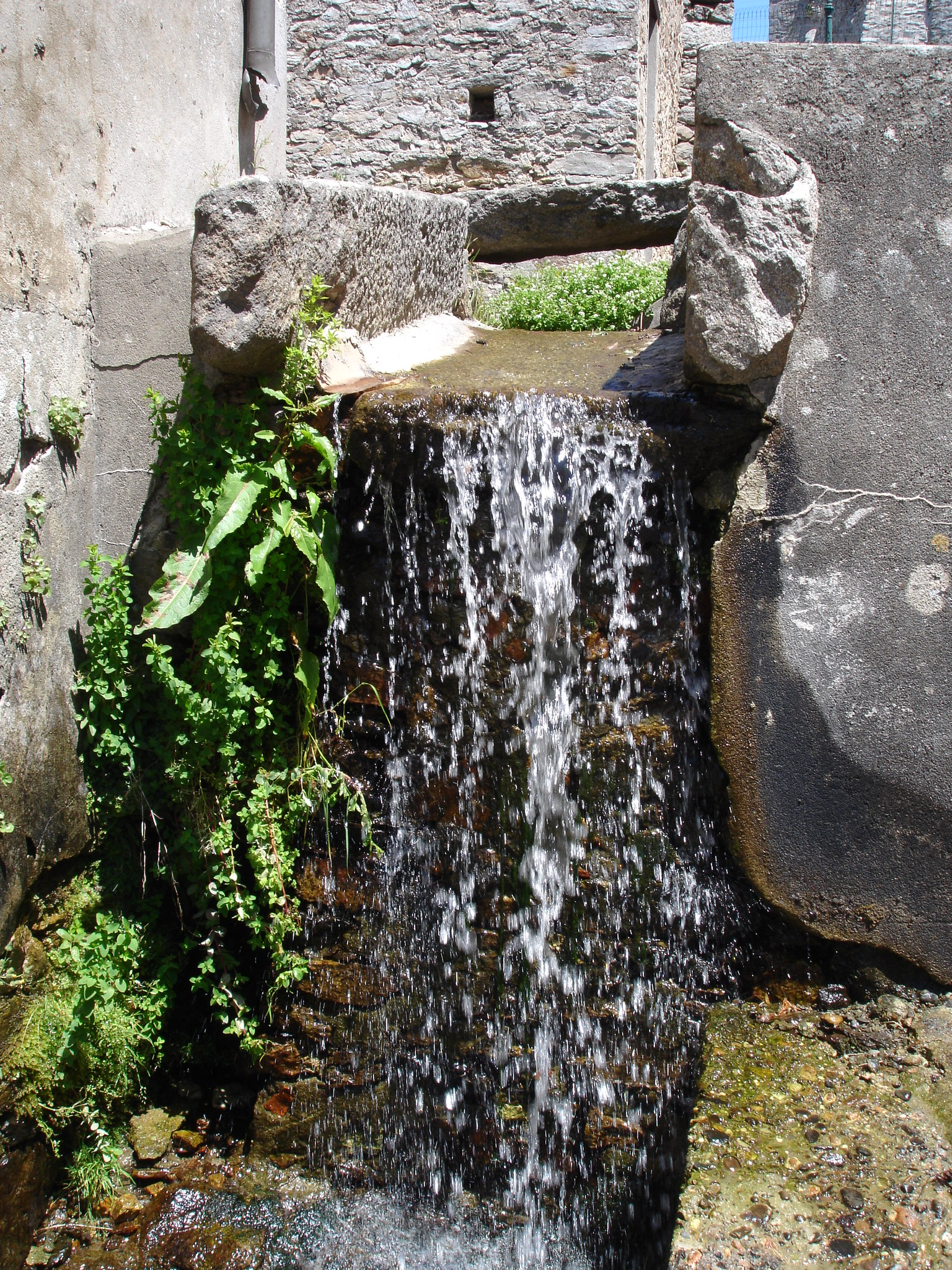
Beal des treize meuniers

| 400                                          | 1016 | 587 | 705 | 652 | 709 | 867 | 923 |
| Số liệu từ năm 1968: Dân số không tính trùng |      |     |     |     |     |     |     |